# Centres de visiteurs de Temple Square

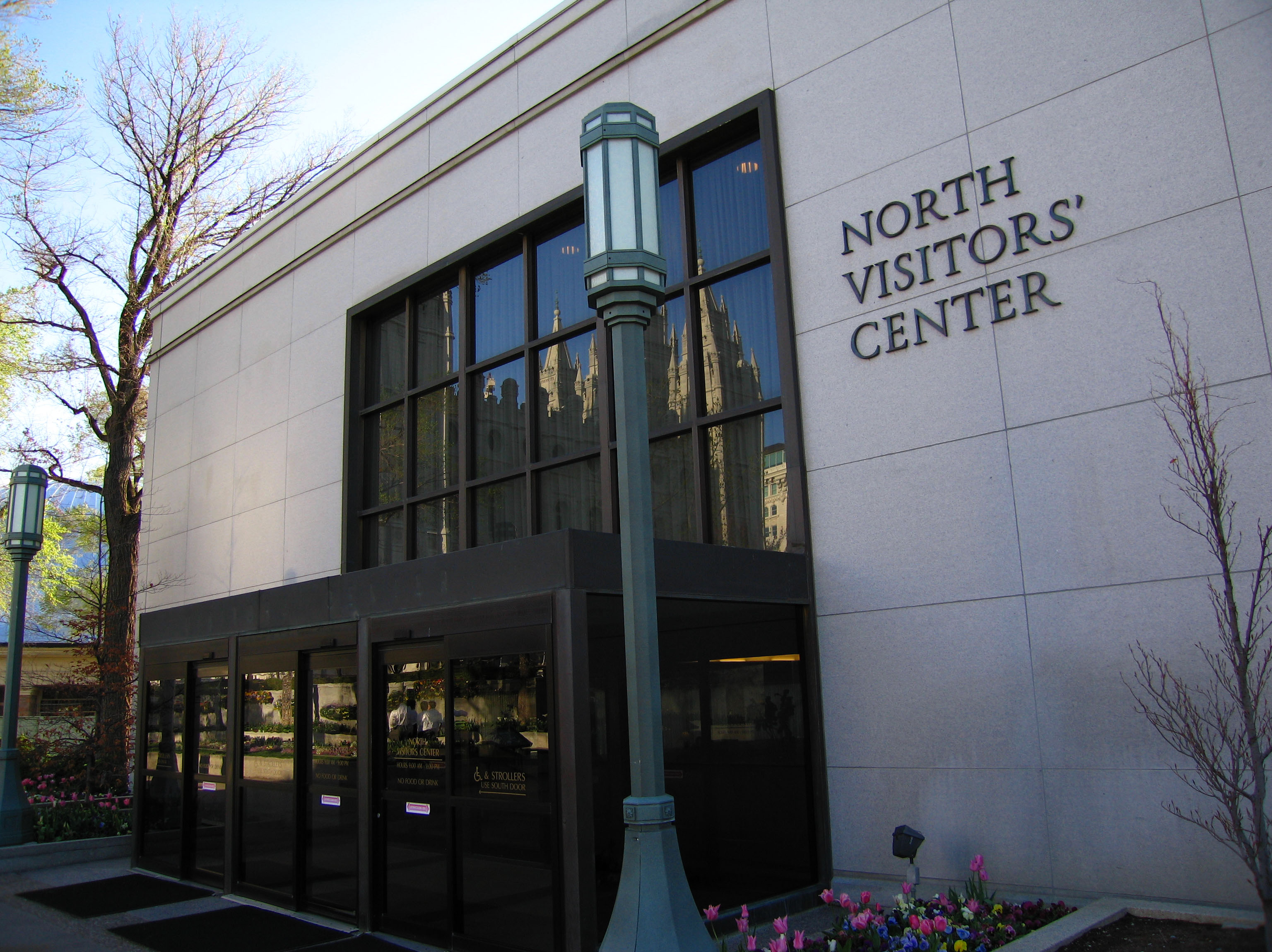
Centre de visiteurs nord à Temple Square

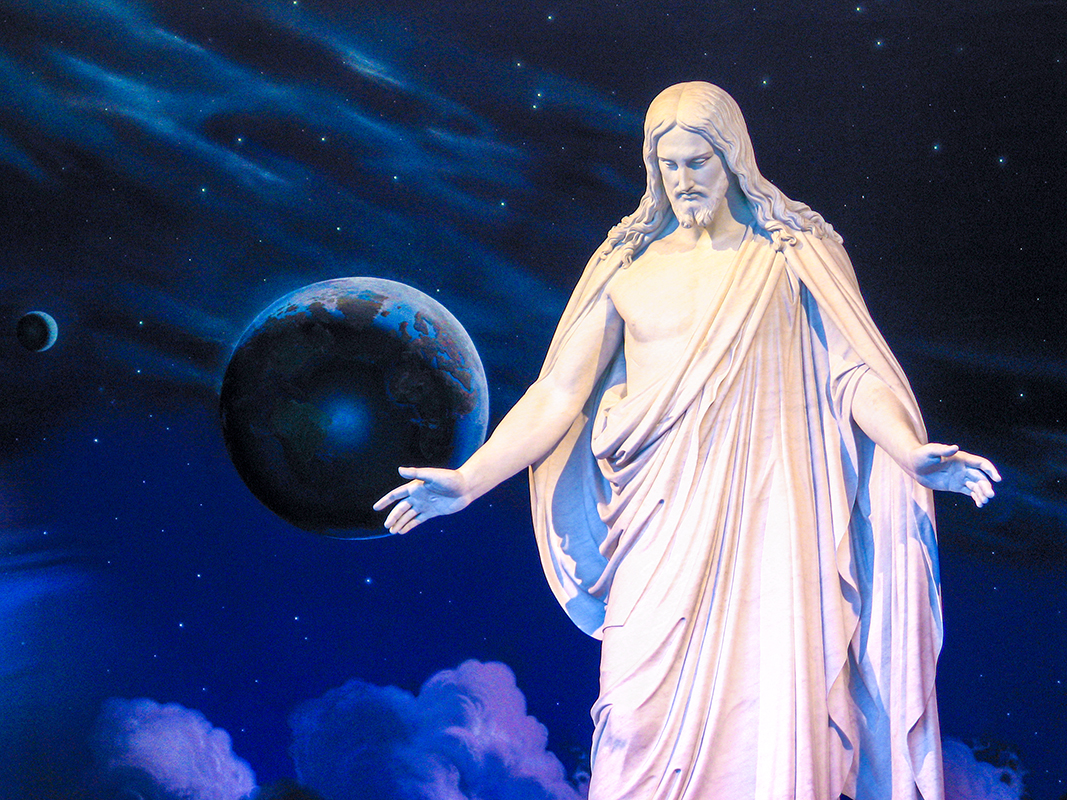
Reproduction de la statue du Christ de Bertel Thorvaldsen, Centre des visiteurs Nord à Temple Square, Salt Lake City.

Les centres de visiteurs situés à Temple Square sont deux bâtiments de l'Église de Jésus-Christ des saints des derniers jours destinés à l'accueil du public.
Aujourd'hui, Temple Square dispose de deux centres de visiteurs, appelés 'centre de visiteurs nord'  et 'centre de visiteurs sud' . Le centre de visiteurs nord a été construit le premier et dispose d'une réplique d'une sculpture représentant Jésus-Christ (Christus) d'un  sculpteur danois Bertel Thorvaldsen. Cette sculpture est située dans une pièce en forme de dôme peint avec des nuages, étoiles, planètes et autres corps célestes.
Les centres de visiteurs et le parc sont présentés uniquement par des sœurs missionnaires  et des couples missionnaires âgés. Il n'y a pas de missionnaires hommes célibataires appelés à servir à Temple Square. Les sœurs missionnaires servant à Temple Square sont appelées à partir en Amérique du Nord depuis leur pays d'origine, parlant ainsi ensemble suffisamment de langues différentes pour répondre à la majorité des visiteurs internationaux.
Les sœurs missionnaires présentent des visites et des informations dans leurs langues d'origine ainsi qu'en anglais. Depuis les Jeux olympiques d'hiver de 2002 à Salt Lake City, les sœurs missionnaires ont porté badges comportant leurs drapeaux nationaux et leur nom de missionnaire.

## Galerie

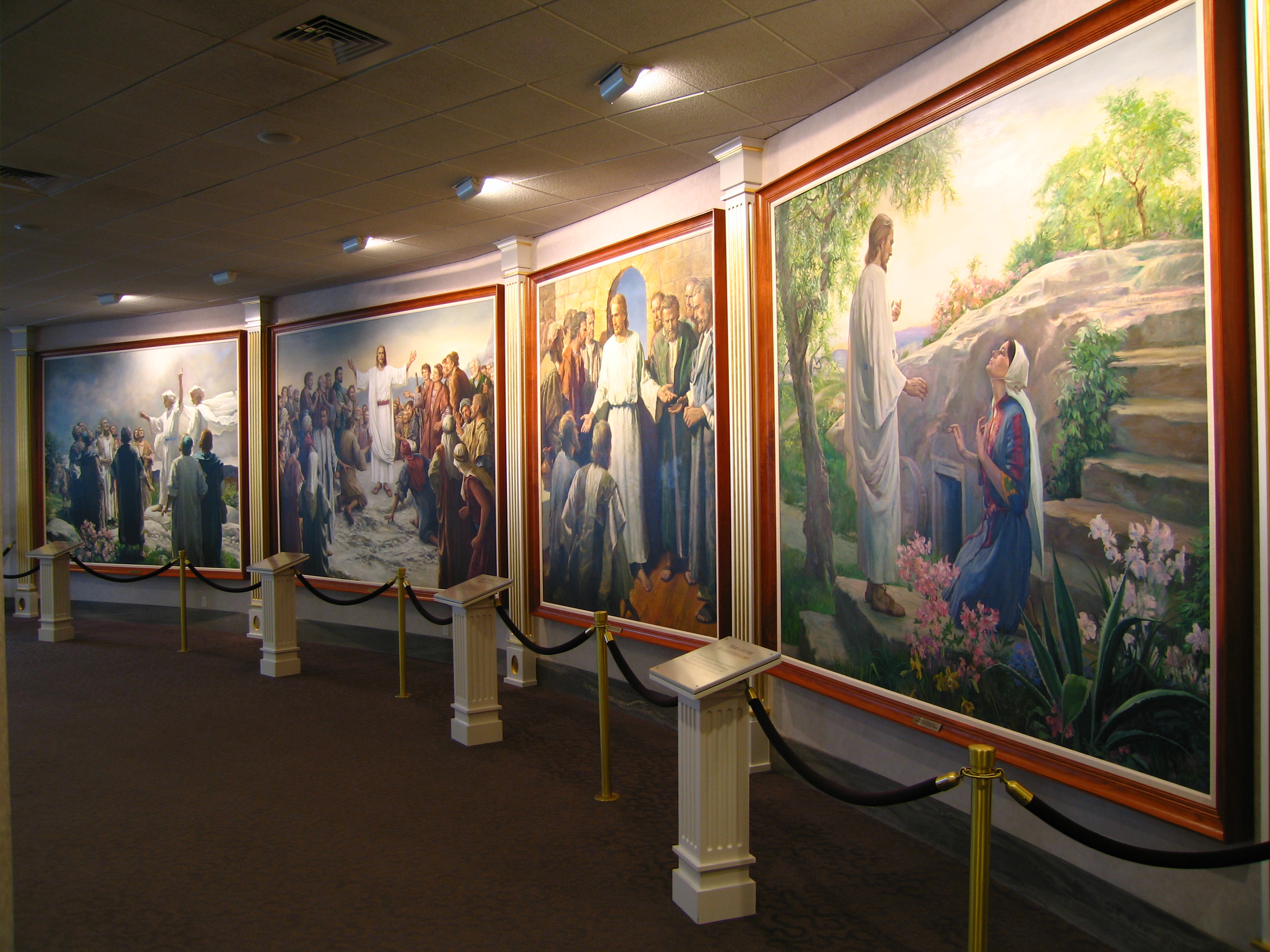
Exposition
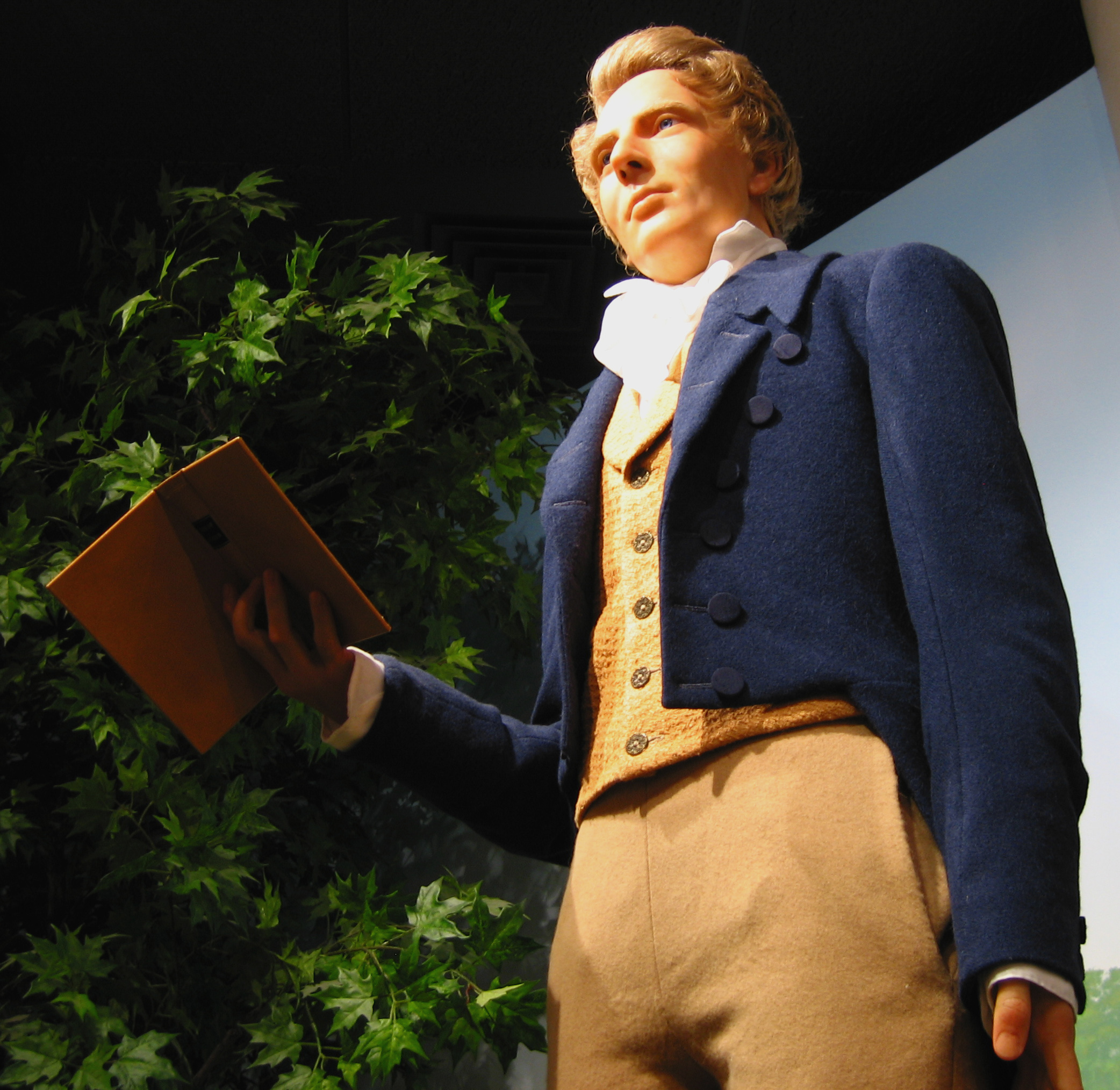
Représentation de Joseph Smith